# 枫茅
枫茅（学名：Cymbopogon winterianus），又名爪哇香茅，为禾本科香茅属下的一个种，原產於印度尼西亞的爪哇島。

## 扩展阅读
- 維基物種上的相關：枫茅